# 三条文化財整理事務所
三条文化財整理事務所（さんじょうぶんかざいせいりじむしょ）は、兵庫県芦屋市三条町に所在する。芦屋の文化財の調査、整理、収蔵、展示をしている。

## 概要
芦屋市役所三条分室（元三条小学校）の3階にあり、芦屋市内の遺跡から発掘された土器や石器等の出土品を保管している。この施設には、展示室と体験学習室がある。展示室では、「国指定史跡 会下山遺跡と高地性集落」と「芦屋の歴史」の2つのテーマで芦屋市内の遺跡を展示している。体験学習室では、「芦屋のお宝！マグネット作り」と「拓本しおり作り」のワークショップを体験することができる。

## 施設情報
- 開館日 : 月曜日及び木曜日（祝日及び12月29日 - 1月3日を除く）
- 開館時間 : 午前10時 - 午後4時
- 入館料 : 無料

## 交通アクセス
- 阪急電鉄 : 阪急芦屋川駅より徒歩約14分